# Endeis charybdaea
Endeis charybdaea is een zeespin uit de familie Endeidae. De soort behoort tot het geslacht Endeis. Endeis charybdaea werd in 1881 voor het eerst wetenschappelijk beschreven door Dohrn. 